# Suối Tượng
Suối Tượng là một con suối đổ ra Sông Giềng. Suối có chiều dài 18 km và diện tích lưu vực là 77 km². Suối Tượng chảy qua các tỉnh Đồng Nai, Bình Thuận.